# Castelo Drumin

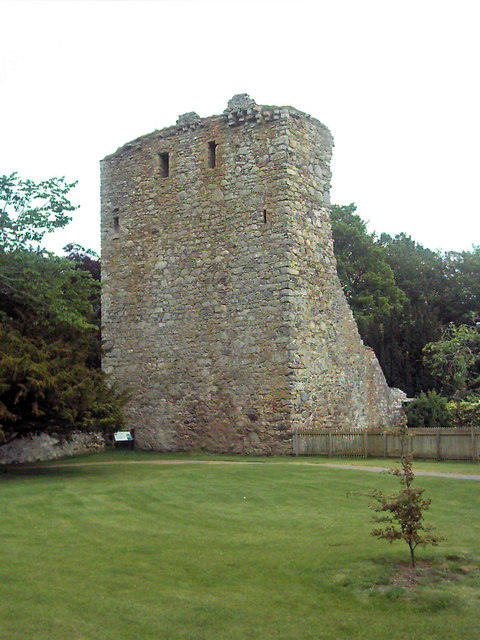
Castelo Drumin, Escócia

O Castelo Drumin (em inglês:  Drumin Castle) é um castelo do século XIV atualmente em ruínas localizado em Inveravon, Moray, Escócia.

## História
O castelo está localizado na confluência do Rio Avon e do Rio Livet, tendo sido o centro da vila de Inveravon.
Terá sido erigido por Alexander Stuart, o infame 'Wolf of Badenoch', juntamente com o terceiro filho de Roberto II, ou então pelo filho iligitimo de Alexander, Sir Andrew Stewart. O filho de Andrew, Sir William, mais tarde vendeu a propriedade à família Gordons, que mudaram-se para o Castelo Blairfindy.
Apesar de possuir uma impressionante fortificação no local, o castelo parece ter tido um período curto de ocupação, sendo seguida a venda ao 3º Conde de Huntly em 1490, ficando abandonada em menos de um século.
A torre foi abandonada no século XVI e parece ter caído rapidamente em declínio, muitas das pedras provavelmente foram roubadas para a construção de outros edifícios, incluindo na quinta do castelo.
No século XIX ou XX, a torre foi usada como armazém, sendo construído uma estrutura mais pequena junto à torre, com dois pequenos compartimentos que levavam à adega e que era fechado por um portão de ferro que foi encontrado na adega junto a um monte de lixo.
O resto da torre foi possivelmente consolidada nessa altura, a escada que leva ao primeiro andar foi construída quando fizeram o pequeno armazém.
Foram realizadas escavações pela "EUCFA" em março de julho de 1996, para investigar o primeiro andar e adega. Antes de iniciar-se o trabalho, o potencial arqueológico era considerado baixo, a adega parecia ter sido limpa e voltada a usar, enquanto o primeiro andar estava coberta com heras e só restava um pequeno pedaço de chão.

## Estrutura
O castelo mede 11,3 metros de altura com paredes com 2,8 metros de espessura ao nível do chão e cerca de 2,2 metros por cima da adega abobadada.
A adega mede cerca de 11 metros de comprimento por 6 metros de largura e foi usada para armazenamento de madeira e animais.
O primeiro andar, está intato com 6,5 m de comprimento por 7,5 de largura; na parte mais larga do andar existe o sítio de uma possível lareira.
O segundo, terceiro andares e o sótão, estão suportados por vigas; no segundo piso o arquiteto Salter sugere que possa ter existido uma latrina no canto sul, mas é mais possível que seja um acesso à estrutura dos pisos; o terceiro piso possui uma lareira (provavelmente de construção posterior), duas janelas e uma latrina no canto norte.